# Aristolochia brevipes
Aristolochia brevipes là một loài thực vật có hoa trong họ Aristolochiaceae. Loài này được Benth. mô tả khoa học đầu tiên năm 1839.